# マグダラのマリアと聖カタリナ (ヴィッツ)
『マグダラのマリアと聖カタリナ』（マグダラのマリアとせいカタリナ、仏: Sainte Madeleine et sainte Catherine、英: Saint Madeleine and Saint Catherine）、または『聖カタリナとマグダラのマリア』（せいカタリナとマグダラのマリア、仏: Sainte Catherine et sainte Madeleine、英: Saint Catherine and Saint Madeleine） は、ドイツ・ゴシック期の画家コンラート・ヴィッツが1440年ごろ、板上に油彩で制作した絵画である。作品は、1893年に律修司祭のアレクサンドル・ジョゼフ・ストローブ (Alexandre Joseph Straub) によりストラスブールの大聖堂美術館に遺贈された。美術館での目録番号はMBA 97 (「MBA」は「Musée des Beaux-Arts」を示す) となっている。
絵画は、2人の聖女をそれぞれのアトリビュート (特定化するもの) 、すなわち、マグダラのマリアを香油の壺とともに、聖カタリナを車輪と本 (ここではガードルブック) とともに表している。豪華な衣装と宝石、絢爛たる金色の光輪にもかかわらず、ヴィッツは彼女たちを写実的な若い農家の女性の顔で、神秘劇を思わせる硬い態度で描いている。2人ともバーゼル大聖堂に付属していたと想定される回廊の内部に座っている。ヴィッツは、やはり目を引く写実性で描かれた通りの情景へと続く、試行的な遠近法を用いている。
この絵画は未完成の祭壇画 (おそらく三連祭壇画) の一部であったのかもしれないが、最初から単独の作品であった可能性もある。織物は同時代の初期フランドル派絵画の影響を示しているが、空間の遠近法はヴィッツ自身の革新的実験であるように思われる。